# ISO/IEC JTC 1/SC 22

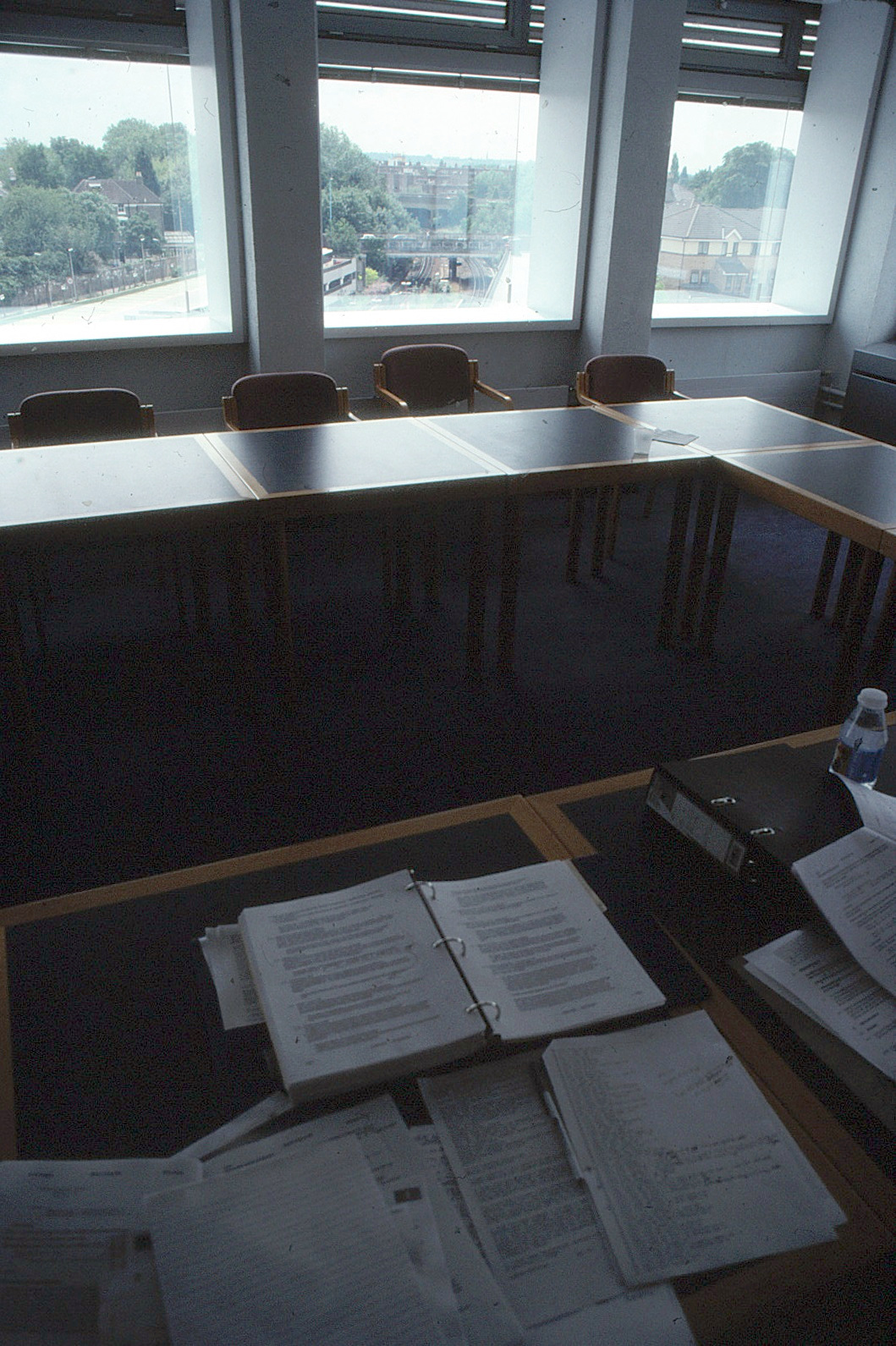
Estudi de documents i presa de notes durant una reunió del Comitè de Normes C++ ISO/IEC JTC 1/SC 22/WG 21 a la British Standards Institution a Londres el 1997

ISO/IEC JTC 1/SC 22 Llenguatges de programació, els seus entorns i interfícies de programari del sistema és un subcomitè d'estandardització del Comitè Tècnic Conjunt ISO/IEC JTC 1 de l'Organització Internacional per a la Normalització (ISO) i la Comissió Electrotècnica Internacional (IEC) que desenvolupa i facilita els estàndards en els camps dels llenguatges de programació, els seus entorns i les interfícies de programari del sistema. ISO/IEC JTC 1/SC 22 també es coneix com a "subcomitè de portabilitat ". El secretariat internacional d'ISO/IEC JTC 1/SC 22 és l'American National Standards Institute (ANSI), situat als Estats Units.

## Història
L'ISO/IEC JTC 1/SC 22 es va crear l'any 1985, amb la intenció de crear un subcomitè JTC 1 que abordaria l'estandardització en l'àmbit dels llenguatges de programació, els seus entorns i les interfícies de programari del sistema. Abans de la creació de l'ISO/IEC JTC 1/SC 22, l'ISO TC 97/SC 5 tractava l'estandardització del llenguatge de programació Molts dels grups de treball originals de ISO/IEC JTC 1/SC 22 van ser heretats d'alguns dels grups de treball de ISO TC 97/SC 5 durant la seva reorganització, inclòs ISO/IEC JTC 1/SC 22/WG 2 – Pascal (originalment ISO TC 97/SC 5/WG 4), ISO/IEC JTC 1/SC 22/WG 4 – COBOL (originalment ISO TC 97/SC 5/WG 8) i ISO/IEC JTC 1/SC 22/WG 5 – Fortran (originalment ISO TC 97/SC 5/WG 9). Des de llavors, ISO/IEC JTC 1/SC 22 ha creat i dissolt molts dels seus grups de treball en resposta a les necessitats d'estandardització canviants dels llenguatges de programació, els seus entorns i les interfícies de programari del sistema.

## Àmbit i missió
L'abast de la ISO/IEC JTC 1/SC 22 és l'estandardització dels llenguatges de programació (com ara COBOL, Fortran, Ada, C, C++ i Prolog), els seus entorns (com POSIX i Linux), i programari de sistemes. interfícies, com ara:
- Tècniques d'especificació
- Instal·lacions i interfícies comunes

ISO/IEC JTC 1/SC 22 també produeix especificacions comuns independents del llenguatge per facilitar enllaços estandarditzats entre llenguatges de programació i serveis del sistema, així com una major interacció entre programes escrits en diferents llenguatges.
L'abast de la ISO/IEC JTC 1/SC 22 no inclou idiomes o entorns especialitzats dins del programa de treball d'altres subcomitès o comitès tècnics.
La missió d'ISO/IEC JTC 1/SC 22 és millorar la portabilitat de les aplicacions, la productivitat i la mobilitat dels programadors i la compatibilitat de les aplicacions al llarg del temps en entorns de programació d'alt nivell. Els tres objectius principals de la ISO/IEC JTC 1/SC 22 són:
La missió d'ISO/IEC JTC 1/SC 22 és millorar la portabilitat de les aplicacions, la productivitat i la mobilitat dels programadors i la compatibilitat de les aplicacions al llarg del temps en entorns de programació d'alt nivell. Els tres objectius principals de la ISO/IEC JTC 1/SC 22 són:
- Donar suport a la inversió global actual en aplicacions de programari mitjançant l'estandardització de llenguatges de programació
- Millorar l'estandardització del llenguatge de programació a partir de l'experiència prèvia d'especificació en el camp
- Donar resposta a les oportunitats tecnològiques emergents

## Estructura
Tot i que ISO/IEC JTC 1/SC 22 ha comptat amb un total de 24 grups de treball (GT), molts s'han dissolt quan el focus del grup de treball ja no era aplicable a les necessitats d'estandardització actuals. La ISO/IEC JTC 1/SC 22 està formada actualment per vuit (8) grups de treball actius, cadascun dels quals realitza tasques específiques en el desenvolupament d'estàndards en l'àmbit dels llenguatges de programació, els seus entorns i les interfícies de programari del sistema. L'enfocament de cada grup de treball es descriu als termes de referència del grup. Els grups de treball de la ISO/IEC JTC 1/SC 22 són: